# Moelleriinae
Moelleriinae is een onderfamilie van weekdieren uit de klasse van de Gastropoda (slakken).

## Geslachten
- Moelleria Jeffreys, 1865
- Spiromoelleria Baxter & McLean, 1984